# Gruyaert
Gruyaert is een Vlaamse achternaam. De naam kan ontstaan zijn als een bijnaam, afgeleid van het Franse grue (kraanvogel), of het kan ontstaan zijn als een beroepsnaam afgeleid van het Oudfranse gru (Frans: gruau, gort of grutten), dus een verkoper van gort.
De naam komt het meest voor centraal in de Belgische provincie West-Vlaanderen.

## Bekende naamdragers
- Evy Gruyaert (1979), Belgisch televisie- en radiopresentatrice
- Harry Gruyaert (1941), Belgisch fotograaf
- Jan Gruyaert (1944), Belgisch filmregisseur en scenarist